# Tuyuhun

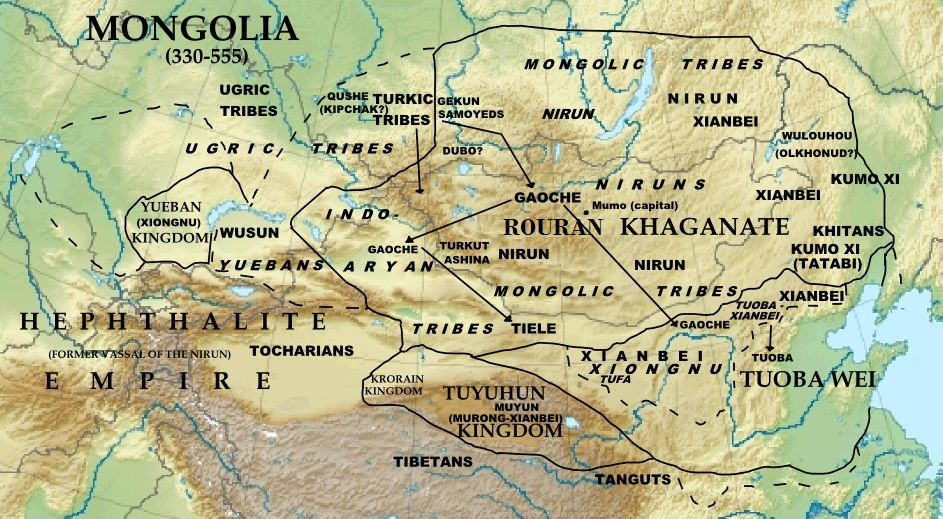
Asien im 6. Jahrhundert

Die Tuyuhun (chinesisch 吐谷渾 / 吐谷浑, Pinyin Tǔyùhùn) waren ein nomadisches Volk in Ostasien. Sie hatten ihre Blüte vom 4. bis 7. Jahrhundert in einem Gebiet, das in den heutigen Provinzen Gansu und Qinghai der Volksrepublik China liegt.
Man nimmt an, dass die Tuyuhun ein Volk waren, das aus den Xianbei (Xiānbēi 鮮卑) und tibetobirmanischen Völkern entstand; es wies wahrscheinlich eine gesellschaftliche Struktur auf, in der ethnische Zugehörigkeit und sozialer Rang korrespondierten – die Oberschicht stammte wahrscheinlich von den Xiongnu ab. Die Tuyuhun sprachen eine großteils altmongolische Sprache.
Ihr Reich wurde auf Chinesisch auch Hénánguó 河南國 und auf Tibetisch A-zha genannt. Von 634 bis 669 bildeten die Osttürken und die Tiele eine Allianz mit der Tang-Dynastie gegen die Tuyuhun, Gaochang, Kutscha und andere zentralasiatische Staaten. Im 9. Jahrhundert wurden die Tuyuhun von den Kitan unterworfen.
Die tibeto-birmanischen Tanguten waren, wie ihre Nachkommen die heutigen Qiang, Teil der Tabgatsch und der Tuyuhun.